# Guillermo de Torre
Guillermo de Torre Ballesteros (Madrid, 27 de agosto de 1900 - Buenos Aires, 14 de enero de 1971) fue un ensayista, poeta ultraísta y crítico literario y de arte español perteneciente a la generación del 27. Estuvo casado con Norah Borges, artista plástica, hermana de Jorge Luis Borges.

## Biografía
Se licenció en Derecho, pero no pudo iniciar la carrera diplomática por padecer sordera. Sus conocimientos de idiomas, en especial del francés,  le permitieron mantener una gran correspondencia internacional con los más activos grupos de la Vanguardia histórica. Es reconocido como uno de los más importantes críticos literarios y de arte español, y estuvo entre los impulsores del ultraísmo literario en sus comienzos. En 1918 conoció a Vicente Huidobro cuando el poeta chileno residió durante una temporada en Madrid.  Pasó por el café de Pombo y participó en la tertulia que ahí animaba el también vanguardista Ramón Gómez de la Serna; después estuvo en la itinerante de Rafael Cansinos Assens y, tras participar en el manifiesto del ultraísmo el 19 de febrero de 1919, publicó el número único de Reflector (1920) con José de Ciria y Escalante y su Manifiesto vertical (1920) como suplemento de la revista Grecia; colaboró además, fuera de las citadas, en casi todas las revistas y antologías de vanguardia de la época: Cervantes, Vltra, Tableros, Horizonte, Cosmópolis y en algunas internacionales como Manomètre. Con la edición de su poemario Hélices (Madrid: Mundo latino, 1923), adscrito también al ultraísmo, dio por terminada su faceta creativa y se orientó definitivamente al cultivo del ensayo literario y artístico, donde se destacó como un erudito y experto comentador del fenómeno estético de las Vanguardias; también se dio a la traducción, por ejemplo de Paul Verlaine y de El cubilete de dados de Max Jacob. Y dio la campanada al reunir la mayoría de sus artículos de crítica literaria sobre las vanguardias en la primera edición de Literaturas europeas de vanguardia (1925), libro que tuvo una enorme resonancia internacional, sobre todo en Hispanoamérica. Volvería sobre el tema 40 años más tarde con un libro completamente nuevo titulado Historia de las literaturas de vanguardia (1965).
Fue colaborador habitual de Revista de Occidente, secretario de la revista Sur y redactor del periódico El Sol. Fundó junto con Ernesto Giménez Caballero La Gaceta Literaria en 1927, órgano fundamental del vanguardismo y de la llamada generación del 27, en la que figuró como secretario; en sus páginas aparece un retrato hecho por Gregorio Prieto. Al año siguiente, en 1928, se casó con la pintora argentina Norah Borges, hermana del ya destacado escritor, que le hizo además varios retratos. Junto con Pedro Salinas, colaboró en Índice Literario (1932). Colaboró en diversas revistas internacionales como La Vie Des Letres o L'Esprit Nouveau; también en las revistas Arte de la Sociedad de Artistas Ibéricos (SAI) y en la canaria Gaceta de Arte.
El matrimonio colaboró con la República en París a comienzos de la Guerra Civil y luego marchó a Buenos Aires. En 1938 Torre creó, junto a Gonzalo Losada, Attilio Rossi, Amado Alonso, Pedro Henríquez Ureña, entre otros, la Editorial Losada, que constituyó un hito en la industria editorial de toda Iberoamérica en donde supervisó varias colecciones. En ese mismo año se propuso compilar las Obras Completas de Federico García Lorca, y más adelante rechazó  La hojarasca, libro  de Gabriel García Márquez.
En 1937 nació el primer hijo del matrimonio de Torre-Borges: Luis Guillermo y en 1939, su último hijo, Miguel Jorge.
Desde 1956 fue catedrático de la Universidad de Buenos Aires; en su vejez se quedó casi ciego, como su cuñado Jorge Luis Borges. Falleció en dicha ciudad el 14 de enero de 1971. Sus restos descansan en el cementerio de La Recoleta en la bóveda familiar, junto a los de su mujer, Norah, sus hijos, Luis Guillermo y Miguel de Torre Borges, y a los de sus suegros, Jorge Guillermo Borges y Leonor Acevedo Suárez.
Sus obras más importantes son Literaturas europeas de vanguardia (1925; muy ampliado en 1965); La aventura y el orden (1943), Problemática de la literatura (1951), ¿Qué es el superrealismo? (1955), Las metamorfosis de Proteo (1956), El fiel de la balanza (1961) y Tres conceptos de la literatura hispanoamericana (1963).

## Obras

### Poesía
- Hélices. Madrid: Mundo Latino, 1923, poemas. Edición facsimilar con prólogo de José María Barrera López: Málaga: Centro Cultural de la Generación del 27. Edición crítica de Domingo Ródenas de Moya: Madrid:  Cátedra,  2021.

### Crítica
- Manifiesto vertical. 1920.
- Literaturas europeas  vanguardia. Madrid: Caro Raggio, 1925 (2.º ed. corregida y muy ampliada, con el título de Historia de las literaturas europeas de vanguardia, en 1965).
- Examen de conciencia. Problemas estéticos de la nueva generación española. Buenos Aires: Humanidades, 1928.
- Itinerario de la nueva pintura española. Montevideo: edición no venal, 1931.
- Torres García. Madrid: Graphia, 1934. [En colaboración con Roberto J. Payro].
- Picasso. Noticias de su vida y de su arte. Madrid: ADLAN, 1936.
- Attilio Rossi. Estudio preliminar al álbum 10 dibujos. Buenos Aires: Editorial Nova, 1943.
- Menéndez Pelayo y las dos Españas. Buenos Aires: Patronato Hispanoargentino de Cultura - Editorial Losada, 1943.
- La aventura y el orden. Buenos Aires: Editorial Losada, 1943. Segunda edición: Losada, 1948. (Biblioteca Contemporánea; 208); ensayos.
- Guillaume Apollinaire: su vida, su obra y las teorías del cubismo. Buenos Aires: Editorial Poseidón, 1946. Reeditado como: Apollinaire y las teorías del cubismo. Barcelona: EDHASA, 1967.
- Tríptico del sacrificio. Buenos Aires: Editorial Losada, 1948. (Biblioteca Contemporánea; 209); ensayos.
- Valoración literaria del existencialismo. Buenos Aires: Editorial Ollantay, 1948.
- Problemática de la literatura. 1951.
- ¿Qué es el superrealismo?. Buenos Aires: Columba, 1955.
- La metamorfosis de Proteo. 1956, ensayos. Reedición: 1967.
- Claves de literatura hispanoamericana. 1959.
- El fiel de la balanza. Madrid: Editorial Taurus, 1961. Reedición: Losada, 1970.
- La aventura estética de nuestra edad. Barcelona: Editorial Seix Barral, 1962.
- Minorías y masas en la cultura y el arte contemporáneo. 1963.
- Tres conceptos de la literatura hispanoamericana. 1963.
- Historia de las literaturas de vanguardia. Madrid: Guadarrama, 1965, 3 vols.
- Al pie de las letras. 1967.
- Ultraísmo, Existencialismo y Objetivismo en Literatura. Madrid: Guadarrama, 1968.
- El espejo y el camino. 1968, ensayos.
- Del 98 al Barroco. Madrid: Editorial Gredos, 1969.
- Nuevas direcciones de la crítica literaria. 1970.
- Doctrina y estética literaria. 1970.
- De la aventura al orden, 2013. Edición de Domingo Ródenas de Moya.
- Tan pronto ayer,  2019. Edición de Pablo Rojas.

### Epistolarios
- Correspondencia Rafael Cansinos Assens-Guillermo de Torre: 1916-1955. Carlos García (ed.). Madrid: Iberoamericana; Frankfurt: Vervuert, 2004.
- Correspondencia Juan Ramón Jiménez-Guillermo de Torre 1920-1956. Carlos García (ed.). Madrid: Iberoamericana; Frankfurt: Vervuert, 2006.
- Escribidores y náufragos: correspondencia Ramón Gómez de la Serna-Guillermo de Torre 1916-1963. Carlos García y Martín Greco (eds.). Madrid: Iberoamericana; Frankfurt: Vervuert, 2007.
- Correspondencia y amistad: Federico García Lorca, Guillermo de Torre. Edición de Carlos García. Madrid: Iberoamericana; Frankfurt: Vervuert, 2009.
- Gacetas y meridianos: correspondencia Ernesto Giménez Caballero-Guillermo de Torre (1925-1968). Carlos García y María Paz Sanz Álvarez (eds.). Madrid: Iberoamericana; Frankfurt: Vervuert, 2012.
- Epistolario de Ricardo Gullón y Guillermo de Torre. Pablo Rojas y Carlos García (eds.). Madrid: Fundación Universitaria Española, 2019.